# Idiolispa subalpina
Idiolispa subalpina är en stekelart som först beskrevs av Otto Schmiedeknecht 1904.  Idiolispa subalpina ingår i släktet Idiolispa och familjen brokparasitsteklar. Arten är reproducerande i Sverige. Inga underarter finns listade i Catalogue of Life.